# آنا فيرنر (مصورة)
آنا فيرنر (بالألمانية: Anna Werner)‏ هي مصورة ألمانية، ولدت في 1941 في ميونخ في ألمانيا.

## روابط خارجية
- آنا فيرنر على موقع IMDb (الإنجليزية)